# Commaladera metallescens
Commaladera metallescens är en skalbaggsart som beskrevs av Moser 1911. Commaladera metallescens ingår i släktet Commaladera och familjen Melolonthidae. Inga underarter finns listade i Catalogue of Life.